# Жёлтая древесница
Жёлтая древесница, или золотистый лесной певун (лат. Setophaga petechia), — вид птиц из семейства древесницевых (Parulidae). Выделяют 34 подвида. Распространён почти во всей Северной Америке вплоть до севера Южной Америки.

## Внешний вид
Нижние части тела жёлтые, верхние — зеленовато-жёлтые, на крыльях заметны две жёлтые полосы. На груди и боках можно увидеть узкие каштановые полосы. Глаза чёрные, контрастирующие с жёлтой маской. Самки и молодые самцы жёлтые снизу и сверху, молодые самки оливково-серо-зелёного цвета. В зависимости от подвида варьируются количество каштановых полос на нижней части и оттенок каштанового цвета на макушке. Размер около 11,5—13 см.